# Chaînon Burroughs
Le chaînon Burroughs (Burroughs Range en anglais) est un massif de montagnes de l’État de New York, aux États-Unis. C'est une subdivision des montagnes Catskill, dans les Appalaches.

## Sommets
- Slide Mountain, 1 270 m (point culminant)
- Cornell Mountain, 1 177 m
- Wittenberg Mountain, 1 152 m